# Corpus Domini
La Solennità del Santissimo Corpo e Sangue di Cristo (Sollemnitas Sanctissimi Corporis et Sanguinis Christi) o, prima della riforma liturgica del 1969, Festum Ss.mi Corporis Christi, comunemente nota con l'espressione latina Corpus Domini ("Corpo del Signore"), è una delle principali solennità dell'anno liturgico della Chiesa cattolica. È una festa mobile: si celebra il giovedì o la domenica dopo la Solennità della Santissima Trinità.
Rievoca, in una circostanza liturgica meno carica, la liturgia della Messa nella Cena del Signore (Missa in cena Domini) del Giovedì santo. La solennità cristiana universale fu istituita ad Orvieto da papa Urbano IV, con la bolla Transiturus dell'11 agosto 1264.

## Storia

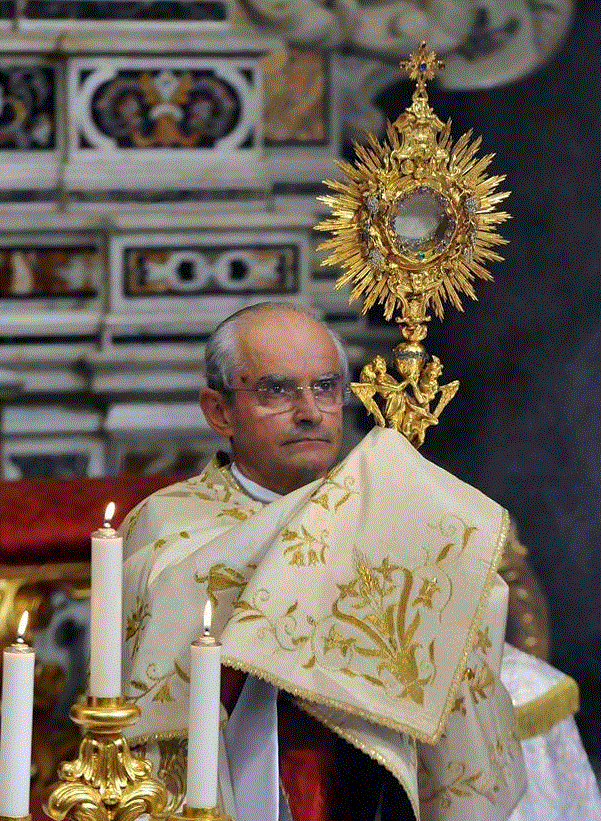
Il vescovo Arturo Aiello eleva l'Ostensorio con l'ostia consacrata durante la solennità del Corpus Domini

La solennità del Corpus Domini nacque nel 1247 nella diocesi di Liegi, in Belgio, per celebrare la reale presenza di Cristo nell'eucaristia in reazione alle tesi di Berengario di Tours, secondo il quale la presenza di Cristo non era reale, ma solo simbolica.
L'introduzione di questa festività nel calendario cristiano si deve principalmente a una donna, Giuliana di Cornillon, una monaca agostiniana vissuta nella prima metà del tredicesimo secolo. Da giovane avrebbe avuto una visione della Chiesa con le sembianze di una luna piena, ma con una macchia scura, a indicare la mancanza di una festività. Nel 1208 ebbe un'altra visione, ma questa volta le sarebbe apparso Cristo stesso, che le chiese di adoperarsi perché venisse istituita la festa del Santissimo Sacramento, per ravvivare la fede dei fedeli e per espiare i peccati commessi contro il sacramento dell'eucaristia.
Dal 1222, anno in cui era stata nominata priora del convento di Mont Cornillon, chiese consiglio ai maggiori teologi ed ecclesiastici del tempo per chiedere l'istituzione della festa.
Scrisse una petizione anche a Hughes de Saint-Cher, all'arcidiacono di Liegi Jacques Pantaléon (futuro Urbano IV) e a Roberto di Thourotte, vescovo di Liegi. Furono proprio l'iniziativa e le insistenti richieste della monaca a far sì che, nel 1246, Roberto de Thourotte convocasse un concilio e ordinasse, a partire dall'anno successivo, la celebrazione della festa del Corpus Domini. All'epoca i vescovi avevano infatti la facoltà di istituire festività all'interno delle loro diocesi.
Alcuni anni dopo la morte di Giuliana e di Roberto de Thourotte, nel 1264 papa Urbano IV, che già aveva contribuito alla prima festa del Corpus Domini in Belgio, dopo aver riconosciuto il miracolo eucaristico di Bolsena fece promulgare la bolla Transiturus de hoc mundo, con la quale istituì la solennità del Corpus Domini come festa di precetto e la estese alla Chiesa universale, fissandola al giovedì dopo l'ottava della Pentecoste.
Durante il periodo delle guerre di religione in Francia (in verità tra il 1540 e il 1600, cioè in un arco temporale leggermente più lungo), la processione del Corpus Domini fu oggetto di ostilità da parte degli Ugonotti. Infatti i Calvinisti (noti in Francia come Ugonotti) negano la transustanziazione come leggenda priva di fondamento, e persino offensiva nei confronti della religione evangelica. Gli Ugonotti facevano la processione oggetto di numerose provocazioni, e veri e propri attacchi alle immagini e all'ostia, oppure semplicemente dimostravano la loro diversità religiosa (non stendendo alla finestra le tovaglie che, tradizionalmente, le famiglie cattoliche francesi mettevano in mostra in omaggio alla processione, lavorando ostentatamente alle finestre o davanti agli usci ecc.).
Fino alla metà del Seicento in certe zone della Francia la processione del Corpus Domini fu quindi accompagnata da massicci schieramenti di forza pubblica, e con i fedeli in genere armati e pronti a difendere l'ostia da eventuali profanazioni.

## Il nome della solennità
Nella bolla del 1264 la festa è descritta come memorialis sacramentum in cotidianis missarum sollemnior, festum sanctissimi Corporis Domini nostri Jesu Christi (..."festività del santissimo Corpo di nostro Signore Gesù Cristo) nella quale si afferma la divinità di Gesù e, in particolare, del Suo Corpo (indicato con l'iniziale maiuscola).
Il Messale successivo alla riforma liturgica ribattezzò la celebrazione col nome latino di Sollemnitas Sanctissimi Corporis et Sanguinis Christi a seguito della soppressione della festa del Preziosissimo Sangue di Nostro Signore Gesù Cristo, ritenuta un doppione, e che si celebra tuttavia ancora il 1º luglio.
In lingua italiana è comunemente nota come Corpus Domini; in altre lingue, come inglese, spagnolo e portoghese, si usa l'espressione Corpus Christi.

## Data della solennità
| Anno | Giovedì   | Domenica  |
| ---- | --------- | --------- |
| 2010 | 3 giugno  | 6 giugno  |
| 2011 | 23 giugno | 26 giugno |
| 2012 | 7 giugno  | 10 giugno |
| 2013 | 30 maggio | 2 giugno  |
| 2014 | 19 giugno | 22 giugno |
| 2015 | 4 giugno  | 7 giugno  |
| 2016 | 26 maggio | 29 maggio |
| 2017 | 15 giugno | 18 giugno |
| 2018 | 31 maggio | 3 giugno  |
| 2019 | 20 giugno | 23 giugno |
| 2020 | 11 giugno | 14 giugno |
| 2021 | 3 giugno  | 6 giugno  |
| 2022 | 16 giugno | 19 giugno |
| 2023 | 8 giugno  | 11 giugno |
| 2024 | 30 maggio | 2 giugno  |
| 2025 | 19 giugno | 22 giugno |

La ricorrenza ha il grado liturgico di solennità ed è di precetto. Il suo giorno proprio è il giovedì della II settimana dopo la Pentecoste, il che corrisponde al giovedì dopo la solennità della Santissima Trinità. Nei Paesi, come l'Italia, in cui il giovedì non è giorno festivo nel calendario civile, la solennità si trasferisce alla seconda domenica dopo Pentecoste, in conformità con le Norme generali per l'ordinamento dell'anno liturgico e del calendario.
A Orvieto, dove fu istituita, la festività si svolge comunque il giovedì dopo la solennità della Santissima Trinità. Nella stessa data si celebra in quei paesi nei quali la solennità è anche festa civile: nei cantoni cattolici della Svizzera, in Spagna, in Germania, Irlanda, Croazia, Polonia, Portogallo, Brasile, Austria, Principato di Monaco e a San Marino. A Roma, la celebrazione è presieduta dal Papa e inizia con la Messa sul sagrato della basilica di San Giovanni in Laterano, cui fa seguito la processione eucaristica tradizionale fino alla basilica di Santa Maria Maggiore; si è svolta di giovedì sera fino al 2017, quando papa Francesco, per motivi pastorali, l'ha spostata alla domenica sera.
Nella riforma del rito ambrosiano, promulgata dall'arcidiocesi di Milano il 20 marzo 2008, la festività è stata riportata obbligatoriamente al giovedì della II settimana dopo Pentecoste con la possibilità, per ragioni pastorali, di celebrarla anche la domenica successiva.
Numerose diocesi in Italia continuano a proporre ai fedeli la celebrazione e la processione eucaristica, a livello diocesano, il giovedì, lasciando la domenica per le celebrazioni e le processioni parrocchiali.

## Celebrazione

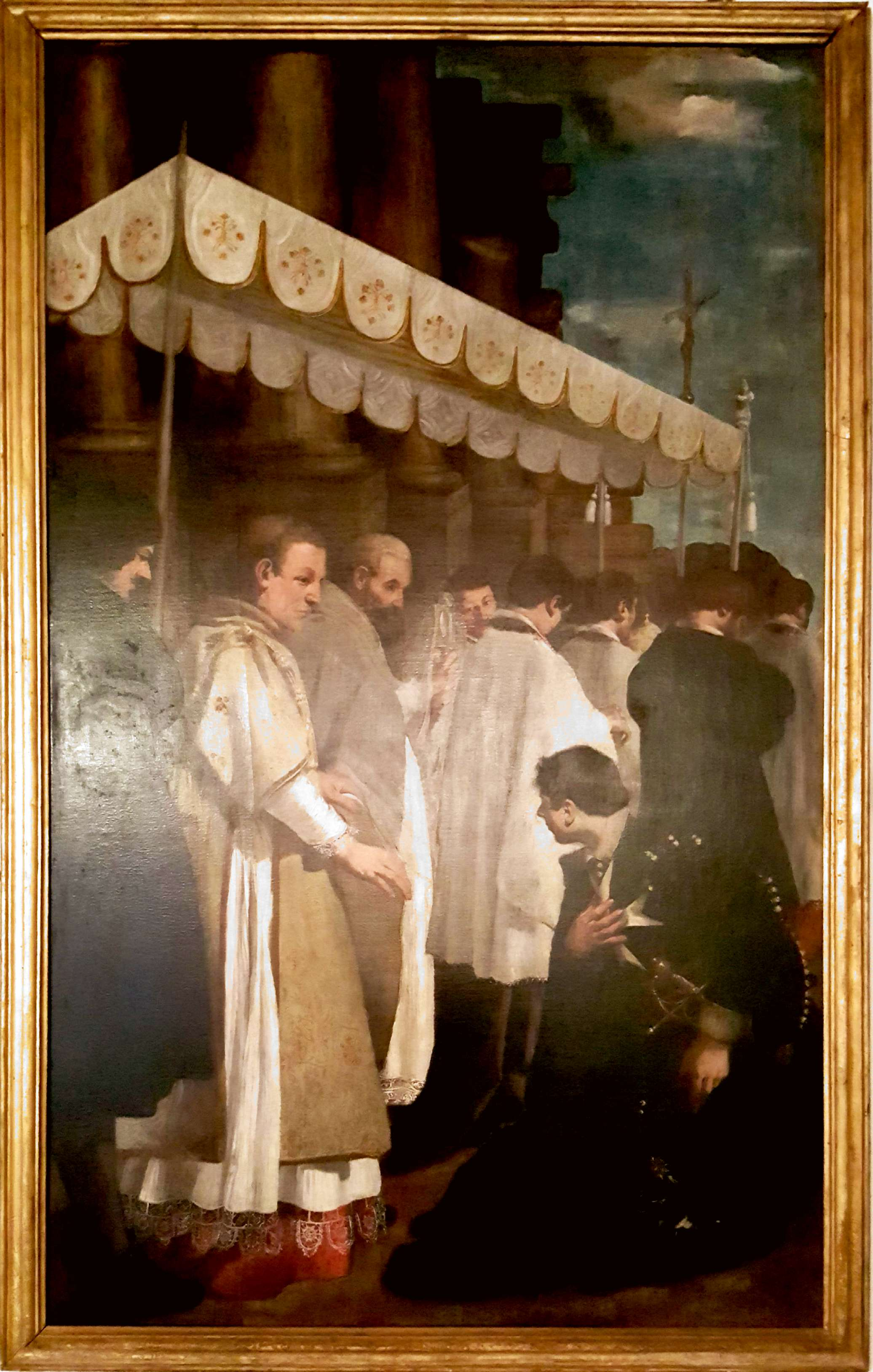
Guido Cagnacci, Processione del Santissimo Sacramento (1628), Museo di Saludecio e del Beato Amato

### Processione
In occasione della solennità del Corpus Domini si porta in processione, racchiusa in un ostensorio sottostante un baldacchino, un'ostia consacrata ed esposta alla pubblica adorazione: viene adorato Gesù vivo e vero, presente nel Santissimo Sacramento che è tenuto fra le mani da un sacerdote, diacono o, più frequentemente, dal vescovo diocesano. Il Santissimo costituisce il centro della processione ed è accompagnato dai portatori di candele e dai turiferari. In una processione eucaristica, il turiferario, il navicolare e il ceroferario camminano direttamente davanti al Santissimo Sacramento; la presenza del Santissimo Sacramento è solitamente segnalata anche dai candelabri, incensieri e dal suono delle campane. 
Nelle città di Orvieto e Bolsena, oltre al Santissimo Sacramento, vengono portate in processione le reliquie del miracolo eucaristico occorso al sacerdote boemo Pietro Da Praga nel 1263 presso l'Altare del Miracolo situato nella basilica di Santa Cristina nella città di Bolsena e dal 6 gennaio 2013 fino al 14 novembre 2014 si è tenuto un giubileo eucaristico straordinario nelle comunità di Orvieto e di Bolsena mediante la Diocesi di Orvieto-Todi.
La prima processione sacramentale in Baviera ebbe luogo a Benediktbeuern nel 1273, mentre a Colonia la solennità del Corpo e del Sangue di Cristo fu celebrata per la prima volta con una processione nel 1279. La processione del Corpus Domini raggiunse il suo apice nel XVII e XVIII secolo. A partire dalla Controriforma del XVI secolo, le altre processioni di supplica a Dio divennero spesso processioni eucaristiche, in cui veniva esposto il Santissimo Sacramento. Ciò richiedeva la partecipazione di un sacerdote o di un diacono, essendo i consacrati gli unici autorizzati a toccare il Corpo di Cristo secondo le indicazioni di Tommaso d'Aquino; altri tipi di processione potevano essere svolte senza la partecipazione del clero.
La processione segue il seguente ordine di base:
- deve avvenire dopo una Santa Messa in cui l'ostia è stata consacrata per questa processione. La Messa può essere seguita da una fase (più lunga) di esposizione e adorazione eucaristica.
- la processione sacramentale prevede una o più stazioni in cui viene impartita la benedizione sacramentale con il Santissimo Sacramento;
- la processione termina con la benedizione sacramentale (a destinazione o nella chiesa di partenza), dopo la quale il Santissimo Sacramento viene riposizionato nel tabernacolo[16].

### Inni
Papa Urbano IV incaricò Tommaso d'Aquino di comporre l'officio della solennità e della messa del Corpus et Sanguis Domini. In quel tempo, era il 1264, San Tommaso risiedeva, come il pontefice, sull'etrusca città rupestre di Orvieto, nel convento di San Domenico (che, tra l'altro, fu il primo ad essere dedicato al santo iberico). Il Doctor Angelicus insegnava Teologia nello Studium (l'università dell'epoca) orvietano e presso S. Domenico si conserva ancora la sua cattedra e il crocifisso ligneo che gli parlò. Tradizione vuole infatti che proprio per la profondità e completezza teologica dell'officio composto per il Corpus Domini, Gesù - attraverso quel crocifisso - abbia detto: "Bene scripsisti de me, Thoma". L'inno principale del Corpus Domini, cantato nella processione e nei Vespri, è il Pange lingua; un altro inno dedicato è il Sacris solemniis, specialmente nella sua sezione finale (che costituisce il Panis Angelicus). Esiste anche una sequenza per il Corpus Domini: il Lauda Sion Salvatorem.
Durante il percorso si recitano anche salmi, litanie e preghiere alternate, nonché il Rosario. Gli inni cantati sono spesso accompagnati da una banda di ottoni.

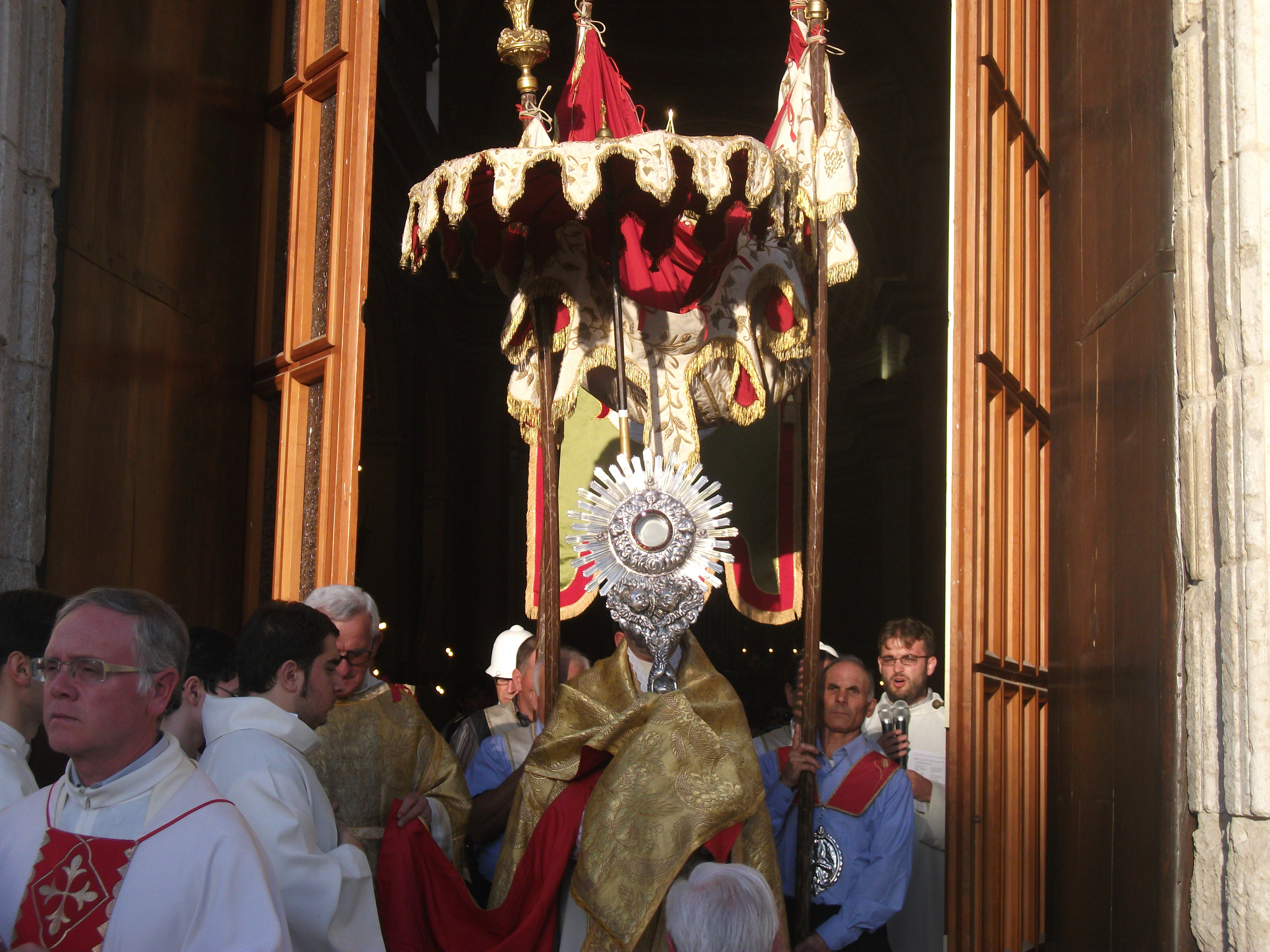
Processione del Corpus Domini a San Cataldo
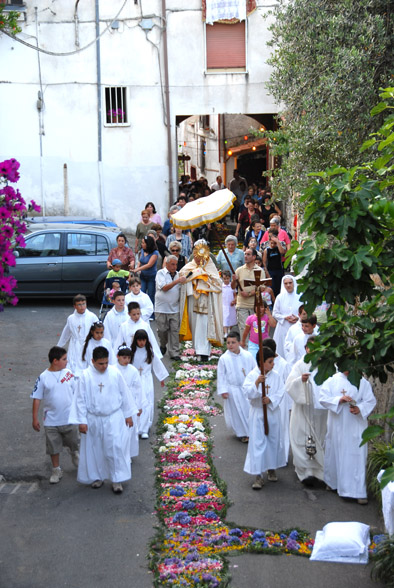
Processione del Corpus Domini ad Alvignano
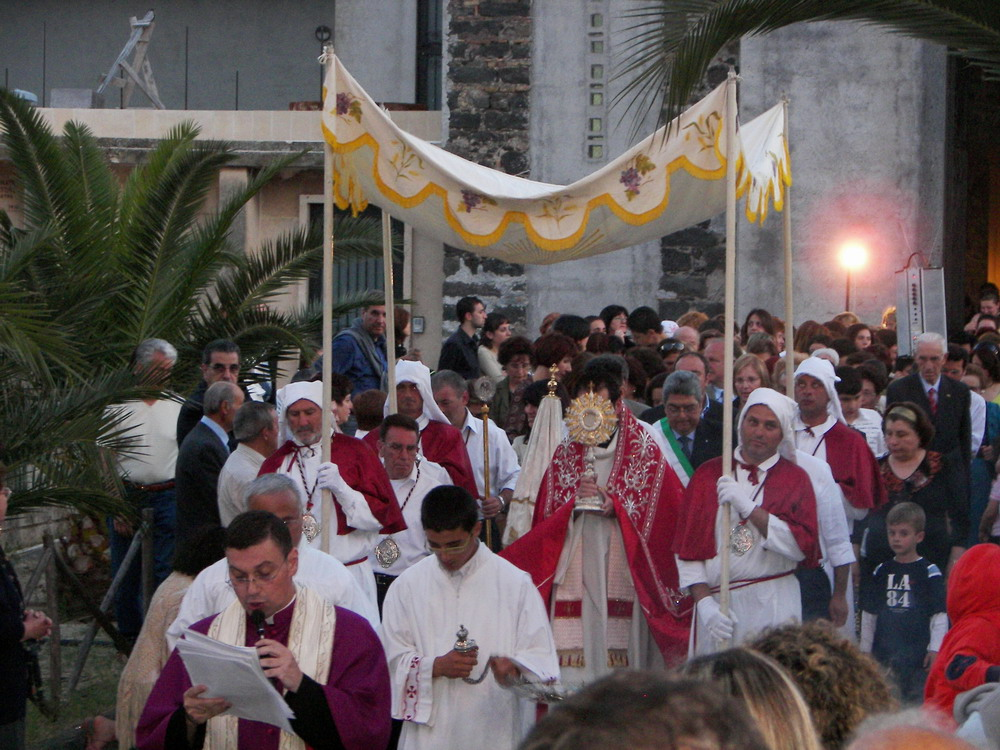
La Processione del Corpus Domini a Santa Maria di Licodia
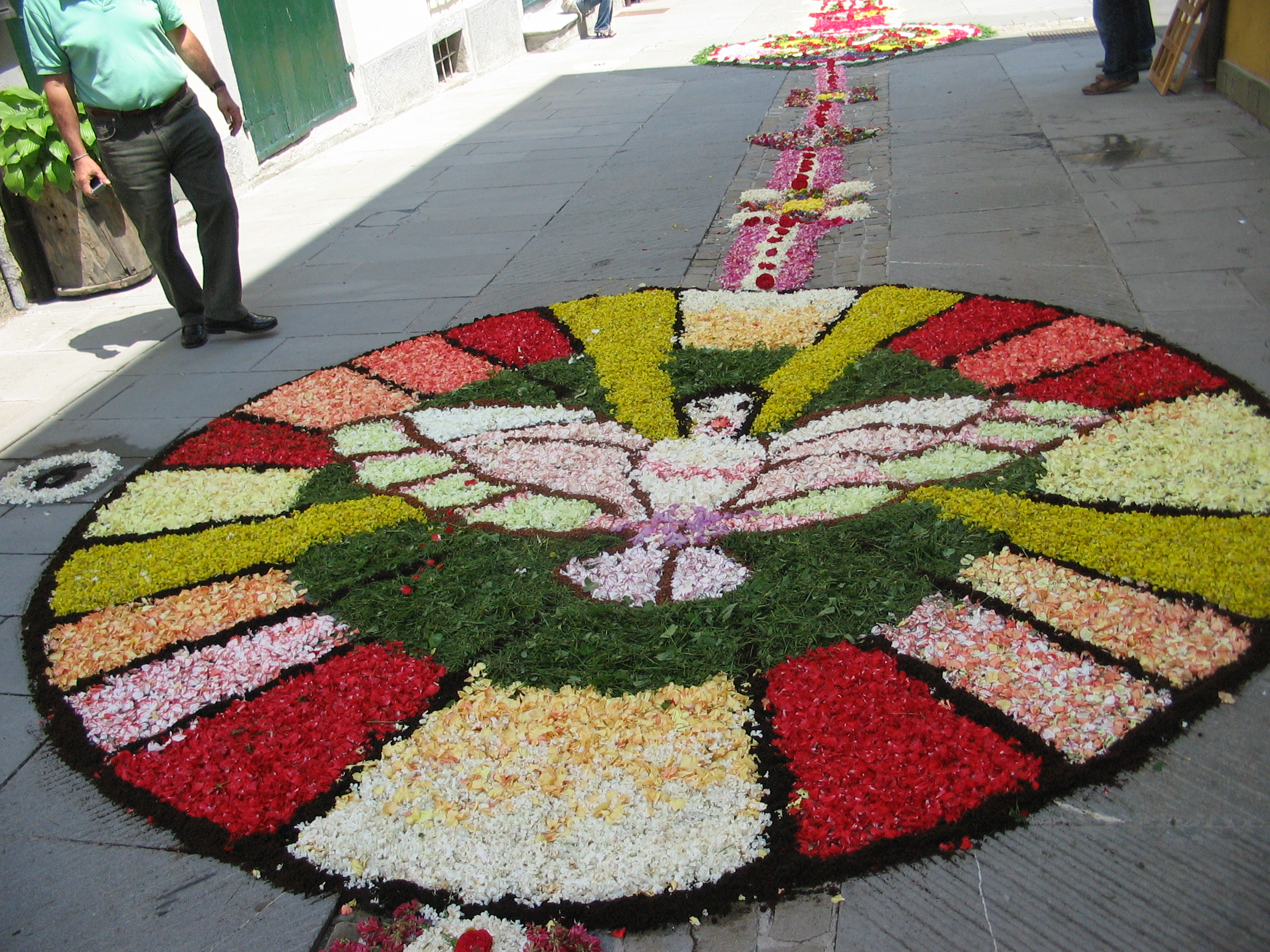
Infiorata realizzata a Pievepelago nel 2007
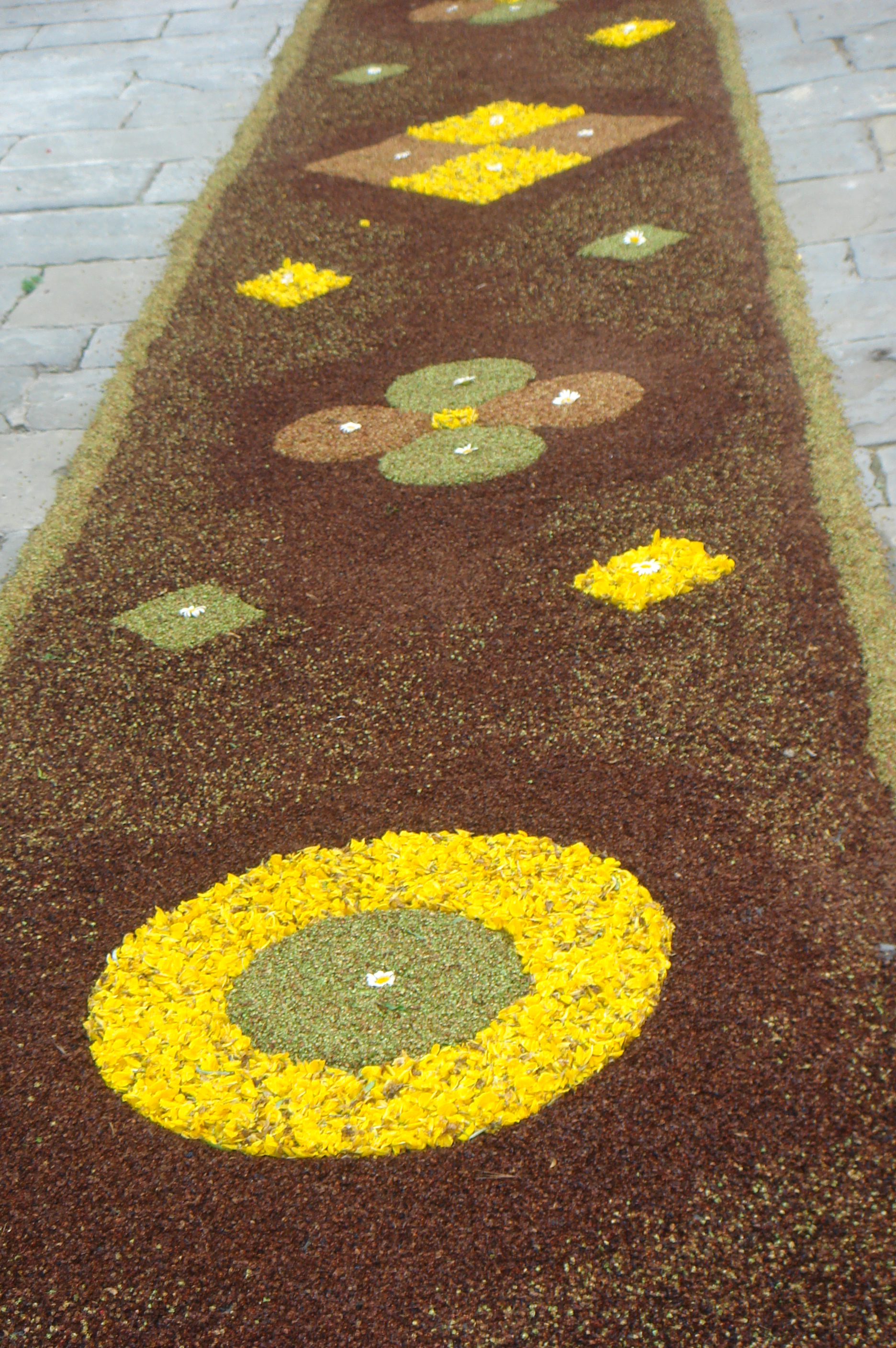
Infiorata realizzata a Farnetella nel 2007
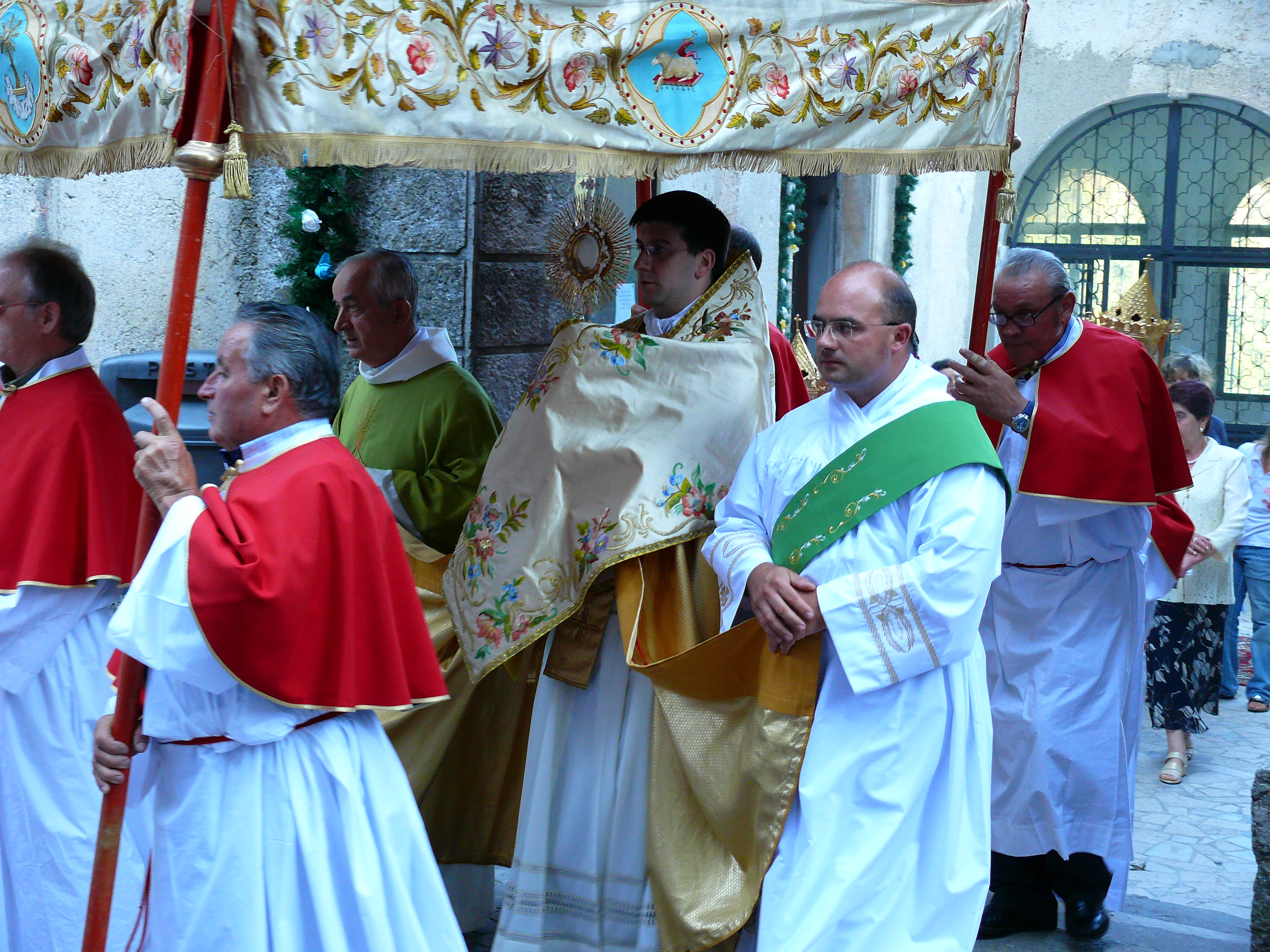
Processione del Corpus Domini a Magasa nel 2007